# Как достать соседа 2: Адские каникулы
Neighbours from Hell 2: On Vacation (с англ. — «Как достать соседа 2: Адские каникулы») — компьютерная стратегическая игра с элементами головоломки, разработанная австрийской компанией JoWood Productions. Является продолжением игры Neighbours from Hell.

## Сюжет
После событий первой части сосед пытается убежать от Вуди и его пакостей. Он собирается хорошо отдохнуть вместе со своей мамашей, но Вуди отправляется вслед за ним вместе со своей съёмочной группой, чтобы продолжать делать ему пакости и радовать зрителей шоу.

## Геймплей
Геймплей остался практически неизменным с первой части. Было изменено место действия игры. Теперь Вуди должен пакостить соседу на круизном корабле, в Китае, Индии и Мексике. Наблюдая за персонажами из камеры, снимающей телешоу, игрок управляет Вуди с помощью мыши. Суть игры — собирать предметы, разбросанные на карте, и применять их с целью сооружения ловушки для соседа. Существенным отличием стало лишь отсутствие ограничения по времени: время теперь влияет исключительно на набранные очки, но не на успех или неудачу в миссии. Совершив все пакости, игрок получает максимальный результат, но завершить уровень, не набрав минимального результата (который у каждого уровня свой), невозможно. Также можно получать «Оскар», если у соседа на уровне был нервный срыв.
На этот раз игроку придётся обращать своё внимание не только на соседа, но и на его мамашу (тем не менее, если пакость коснётся её, то она накажет своего сына похлопыванием по ягодицам). В отличие от первой части у игрока уже не одна жизнь, а три. В случае, если сосед или его мамаша увидят Вуди, то они его побьют и в буквальном смысле выкинут в другое место, а игрок потеряет одну жизнь. Также в игре присутствует персонаж по имени Ольга, которая не причиняет Вуди никакого вреда и которой симпатизирует сосед, также присутствует сын Ольги, над которым издевается сосед. Вуди по сюжету использует любую возможность, чтобы заставить Ольгу избить соседа.

## Отзывы
| Сводный рейтинг       | Сводный рейтинг |
| Агрегатор             | Оценка          |
| --------------------- | --------------- |
| GameRankings          | 73,70 %         |
| Metagames             | 75/100          |
| «Критиканство»        | 70/100          |
| Русскоязычные издания |                 |
| Издание               | Оценка          |
| Absolute Games        | 72 %            |
| PlayGround.ru         | 7/10            |
| «Домашний ПК»         | [ 7 ]           |
| «Игромания»           | 6/10            |

Игра получила положительные отзывы, согласно агрегатору рецензий «Критиканство».